# فلسفه علوم اجتماعی

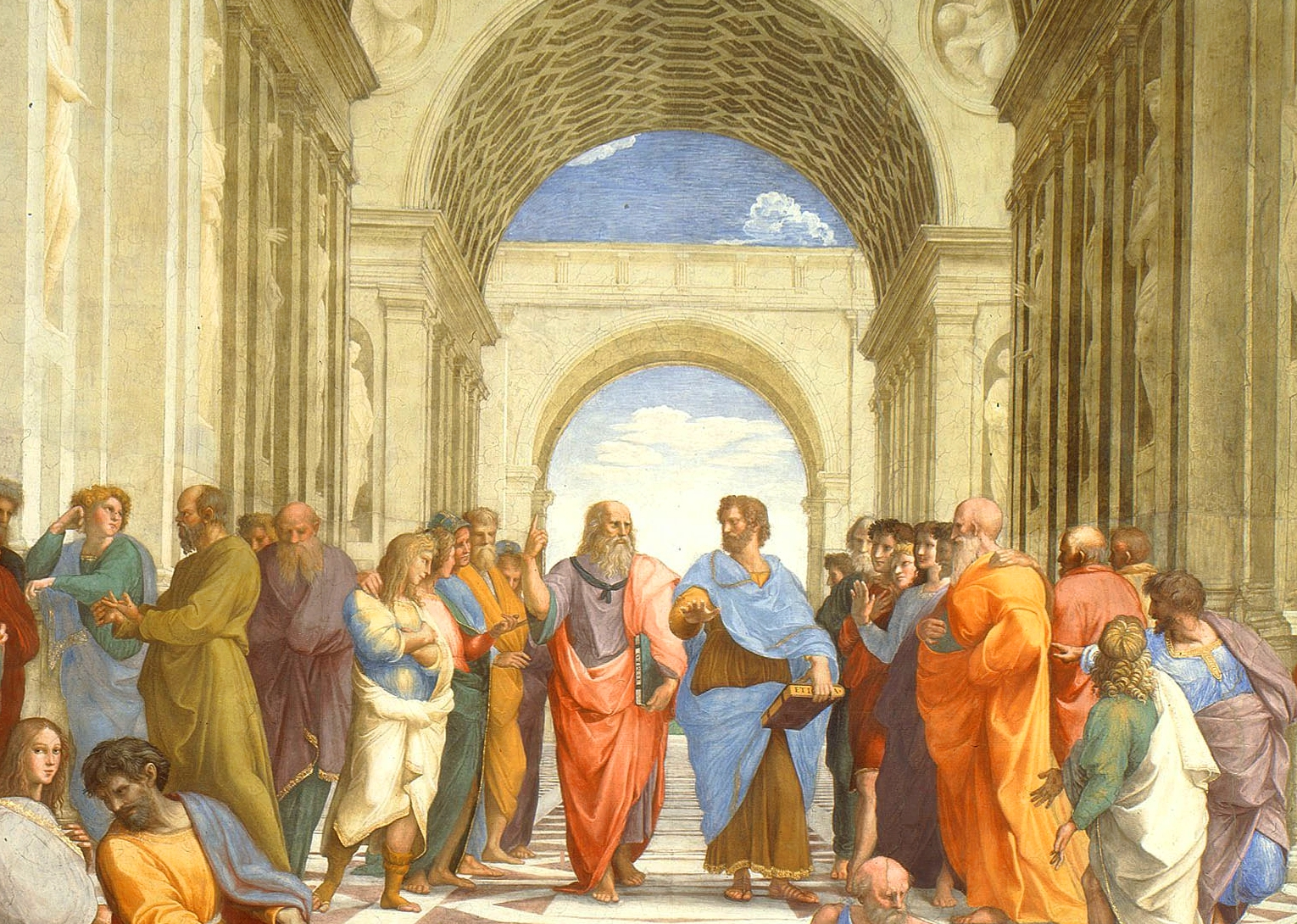
فیلسوفان در حال بحث

فلسفه علوم اجتماعی عبارت است از مطالعه منطق، روش‌ها و مبانی علوم اجتماعی از جمله روان‌شناسی، اقتصاد و علوم سیاسی. فلاسفه علوم اجتماعی به تفاوت‌ها و شباهت‌های علوم اجتماعی و طبیعی، روابط علی بین پدیده‌های اجتماعی، وجود احتمالی قوانین اجتماعی و اهمیت هستی شناختی ساختار و اختیار توجه دارند.

## آگوست کنت و پوزیتیویسم
کنت را می‌توان اولین فیلسوف علم به معنای امروزی این اصطلاح در نظر گرفت.